# Лемох, Сергей Михайлович
Сергей Михайлович Лемо́х (фамилия при рождении Огурцо́в, род. 14 мая 1965, Москва) — советский и российский певец и композитор, бессменный лидер групп «Кар-Мэн», Carbonrock и Double Jazzy.

## Биография
Родился 14 мая 1965 года в Москве в родильном доме № 7 имени Г. Л. Грауэрмана на Новом Арбате. По словам Лемо́ха, он должен был родиться в кинотеатре «Художественный», но его отец вовремя успел отнести на руках мать до роддома. Почти всё детство провёл в подмосковном Серпухове. Его отец был военным, а мать работала модельером. Музыкой увлекался с пяти лет. Мать настаивала, чтобы сын получил музыкальное образование. Закончил музыкальную школу № 1 по классу фортепиано, в которую поступил в 1972 году. Отец умер, когда сын учился в 8-м классе.
В 1982 году поступил в Московский кооперативный институт на товароведный факультет. Отучился первый курс и осенью 1983 года отправился в армию на полтора года, где помимо службы играл в оркестре на тарелочках. Весной 1985 года вернулся из армии и продолжил учёбу в институте, который окончил в 1988 году по специальности товаровед.
Параллельно с учёбой окончил джазовую студию в ДК «Москворечье», играл на клавишных и пел в ресторане «Дружба» на проспекте Вернадского и гостинице «Измайлово», работал диск-жокеем (ведущим дискотек) в Доме культуры завода «Каучук» и Доме культуры ММЗ (г. Мытищи). Работая на дискотеках, начал учиться танцевать. Своим кумиром считал Элвиса Пресли. В 1986 и 1988 году снялся в качестве модели для альбома моделей «Вязание», автором и редактором которого являлась его мама — Людмила Сергеевна Огурцова..
В 1989 году Лемох начал карьеру музыканта, играя в рок-группе «Кармен» московской рок-лаборатории, затем играл на клавишных у Дмитрия Маликова, а после работал на подтанцовке у певца Владимира Мальцева. В октябре 1989 года вместе с Богданом Титомиром создал экзотик-поп-дуэт «Кар-Мэн», ставший известным за счёт хитов «Париж, Париж», «Лондон, гуд-бай!» и «Чио-Чио-сан». По словам Лемо́ха, на создание дуэта с Титомиром его подтолкнула музыка в жанре хип-хоп, услышав которую, он «понял, что это и есть его кайф». В мае 1991 года после ухода Титомира в сольное творчество Лемох перезаписал вокальные партии Титомира для второго альбома «Кар-Мания».
С 1990 года Лемох выпустил 6 альбомов от имени группы «Кар-Мэн»: «Вокруг света» (1990), «Кар-Мания» (1991), «Русская массированная звуковая агрессия» (1994), «Твоя сексуальная штучка» (1996), «Король диска» (1998) и «Нитро» (2008). Параллельно с работой в «Кар-мэн» работал как композитор, написав несколько песен для других артистов (Наталья Гулькина, Игорь Силиверстов, Лада Дэнс, Наталья Сенчукова).
В 1992 году принимал участие в сторонних проектах: записал в стиле рэп музыкальную заставку к телепередаче «МузОбоз», рэп-композицию «Captain Pronin» к мультсериалу «Капитан Пронин» и вместе с Ликой снялся в рекламе сигаретной фирмы B.O.Y.. В 1995 году записал в стиле рэп музыкальную заставку для программы «Хит-конвейер» (ОРТ).
В 1997 году выпустил единственный сольный альбом «Поларис», звучание которого отличается от музыки группы «Кар-Мэн».
С 2013 года является вокалистом основанной им рок-группы Carbonrock. 21 июля 2019 года группа принимала участие в юбилейном 20-м фестивале «Нашествие».
В 2017 году представил дебютный альбом лаунж-джазового проекта Double Jazzy.
В 2018 году снялся в рекламе оператора связи «МегаФон».

## Дискография
В составе «Кар-Мэн»
Сольные альбомы
- 1997 — Поларис

В составе «Double Jazzy»
- 2017 — Loft №1
- 2021 — Sax, Girls & Bubble Gum
- TBA — Loft N°2

В составе «Carbonrock»
- TBA — Tornado mulfunction

## Личная жизнь
Отец — Михаил Ионович Огурцов — военный. Мать — Людмила Сергеевна Огурцова (девичья фамилия — Лемо́х) — модельер.
Брат — Алексей Огурцов (род. 1954) — врач, работает директором профилактория.
Первая жена — Наталья Огурцова — умерла от рака в 2014 году через пять лет после развода.
Старшая дочь — Людмила Лемох (род. 6 февраля 1987)
Внучка — Марина Лемох (род. 2012/13).
Младшая дочь — Алиса Лемох (род. 18 февраля 1988), в детстве в 1996 году вела телепередачу «Это мы не проходили» на ТВ 6
Внучка Аврора Лемох.
Вторая жена — Екатерина Канаева — бывшая участница группы «Кар-Мэн».